# 腸繫膜缺血
腸繫膜缺血（Mesenteric ischemia），俗稱腸中風，是描述因腸繫膜的血液供應不足而造成的小腸損傷的情形。腸繫膜缺血可分為急性及慢性。急性發病的常見症狀為突然劇痛。患有慢性腸繫膜缺血的患者的急性發作，相較沒有慢性腸繫膜缺血的患者，其症狀出現較為緩慢。慢性發病的特徵與症狀包括飯後腹痛，無意性的減重，嘔吐和害怕進食。
腸繫膜缺血的風險因子包括：心房震顫、心臟衰竭、慢性腎衰竭、先天性血栓形成體質，以及心肌梗塞病史。血液供應不足可藉由四種機制發生：動脈栓塞（他處血栓堵住血管）、動脈內的血栓形成、腸繫膜靜脈內的血栓形成，以及由於低血壓或血管收縮造成的血流不足。慢性腸繫膜缺血也是其急性發作的風險因子之一。血管造影是診斷腸繫膜缺血的黃金標準，而電腦斷層掃描也可作為其診斷的替代方法。
急性腸繫膜缺血的治療，可利用介入放射學在找到的阻塞處使用支架置入術或溶栓藥物。開放手術也可用於移除阻塞或架設旁路，並且可用來移除可能壞死的腸道。若缺少迅速的治療，急性腸繫膜缺血的癒後非常差。病人即使受到治療，死亡風險也高達70%到90%。而慢性腸繫膜缺血患者可選擇血管繞道手術治療。對於發生靜脈栓塞的患者，可採用抗凝治療，例如使用肝素或华法林；在藥物治療無改善時需考慮手術治療。
在發達國家中，大約每十萬人就有五人受到急性腸繫膜缺血影響。而大約每十萬人中有一個人會受到慢性腸繫膜缺血影響。受到影響的人大部分超過60歲。同年齡層的男性與女性比例相同。腸繫膜缺血最早於1895年被現代醫學記載。